# ダンピエール (オーブ県)
ダンピエール （Dampierre）は、フランス、グラン・テスト地域圏、オーブ県のコミューン。

## 地理
ダンピエールはシャンパーニュ・クレイユーズ（チョーク質のシャンパーニュ）地方の一部である。コミューン面積の一部はマイイ軍事基地が占めている。

## 歴史
最初に名前が知られた領主は、11世紀のダンピエールおよびメスラン領主ギィ/ヴィティエ・ウード・ド・ダンピエール（Guy/Vitier Eudes de Dampierre）である。彼の子孫であるギィ2世が1197年にブルボン領の女子相続人マティルドと結婚したため、以後この家系はブルボン家とダンピエール家（フランドル伯を継承する）の2系統に分かれた。

## 人口統計
| 1962年 | 1968年 | 1975年 | 1982年 | 1990年 | 1999年 | 2006年 | 2011年 |
| ------ | ------ | ------ | ------ | ------ | ------ | ------ | ------ |
| 327    | 327    | 302    | 320    | 283    | 302    | 300    | 291    |

参照元:1999年までEHESS、2004年以降INSEE